# София Румынская
София Румынская (рум. Sofia a României; род. 29 октября 1957, дворец Татой, Королевство Греция) — четвёртая дочь бывшего короля Румынии Михая I и его супруги королевы Анны; приходится прапрапраправнучкой королеве Виктории и императору Александру II.

## Биография
Принцесса София родилась в Греции во дворце Татой, 29 октября 1957 года. Её крестной стала София Греческая, жена короля Испании Хуана Карлоса I. С детства она увлекалась фотографированием. Ей очень нравилось рассматривать фотографии сделанные отцом. Также ей очень нравилось рисовать и писать рассказы.
Как и её сестры она училась в Швейцарии и Великобритании. В 1980-е годы уехала в США. Изначально она училась в Нью-Йорке затем в университете в Эшвилле, штат Северная Каролина. Потом она окончила в колледж Коркоран в Вашингтоне, где изучала графический дизайн и фотографирование. Она также устроила несколько выставок своих картин в штатах Флорида и Массачусетс.
После свержения коммунистического правительства Румынии в 1989 году, София и другие члены Королевского дома Румынии оказывали помощь пострадавшим. В конце 1997 года она вместе с семьёй впервые посетила Румынию.
9 августа 1990 года был создан швейцарский филиал Фонда Маргариты Румынской. Принцесса София стала вице-президентом Фонда, а в почетный комитет входили такие личности, как Эжен Ионеско, Иегуди Менухин, Илеана Румынская и Ирина Греческая.
В 1995 году она опубликовала в Бухаресте сборник рассказов для детей на румынском языке.
В ноябре 2016 года София приняла участие в художественной выставке «Королевские мосты: Сближения» в Дубае, ОАЭ.
Весной 2017 года София открыла свою первую персональную фотовыставку в Румынии — «Элементы природы», открывшуюся в фойе Медиа-холла Национального театра «IL Caragiale» в Бухаресте. В экспозицию вошли 50 фотографических пейзажей, сделанных принцессой Софией во Франции, в Бретани, в 2015—2017 годах.
По случаю 60-летия Софии Румынской, вечером 29 ноября 2017 года на закрытой церемонии в Елизаветинском дворце, Маргарита Румынская наградила её Большим крестом Ордена Короны Румынии. В то же время в тот же вечер она приняла участие в ежегодном вечере, посвященном королевской семьей дипломатическому корпусу, аккредитованному в Бухаресте, который состоялся в тронном зале Королевского дворца.
София владеет Английским, Французским и Румынским языками.
С сентября 2018 года проживает в Румынии.
В 2021 году она объявила что в Польше пройдет новая выставка картин, которая будет называться «Путешествие принцессы Софии по Румынии».
В мае 2023 года она попала в аварию в Бухаресте. Пострадавших не оказалось.

## Личная жизнь
В 1998 году она вышла замуж за Алана Бьярне, придумавшего себе дворянский титул и прозвище Мишель де Лауфенбург. В 1999 году принцесса София родила единственную дочь Елизабету-Марию (род. 1999), но её брак с Аланом распался в 2002.